# Green Grass
Green Grass é uma Região censo-designada localizada no estado norte-americano de Dakota do Sul, no Condado de Dewey.

## Demografia
Segundo o censo norte-americano de 2000, a sua população era de 58 habitantes.

## Geografia
De acordo com o United States Census Bureau tem uma área de
21,3 km², dos quais 21,3 km² cobertos por terra e 0,0 km² cobertos por água.

## Localidades na vizinhança
O diagrama seguinte representa as localidades num raio de 32 km ao redor de Green Grass.